# Engelbert I. von der Mark

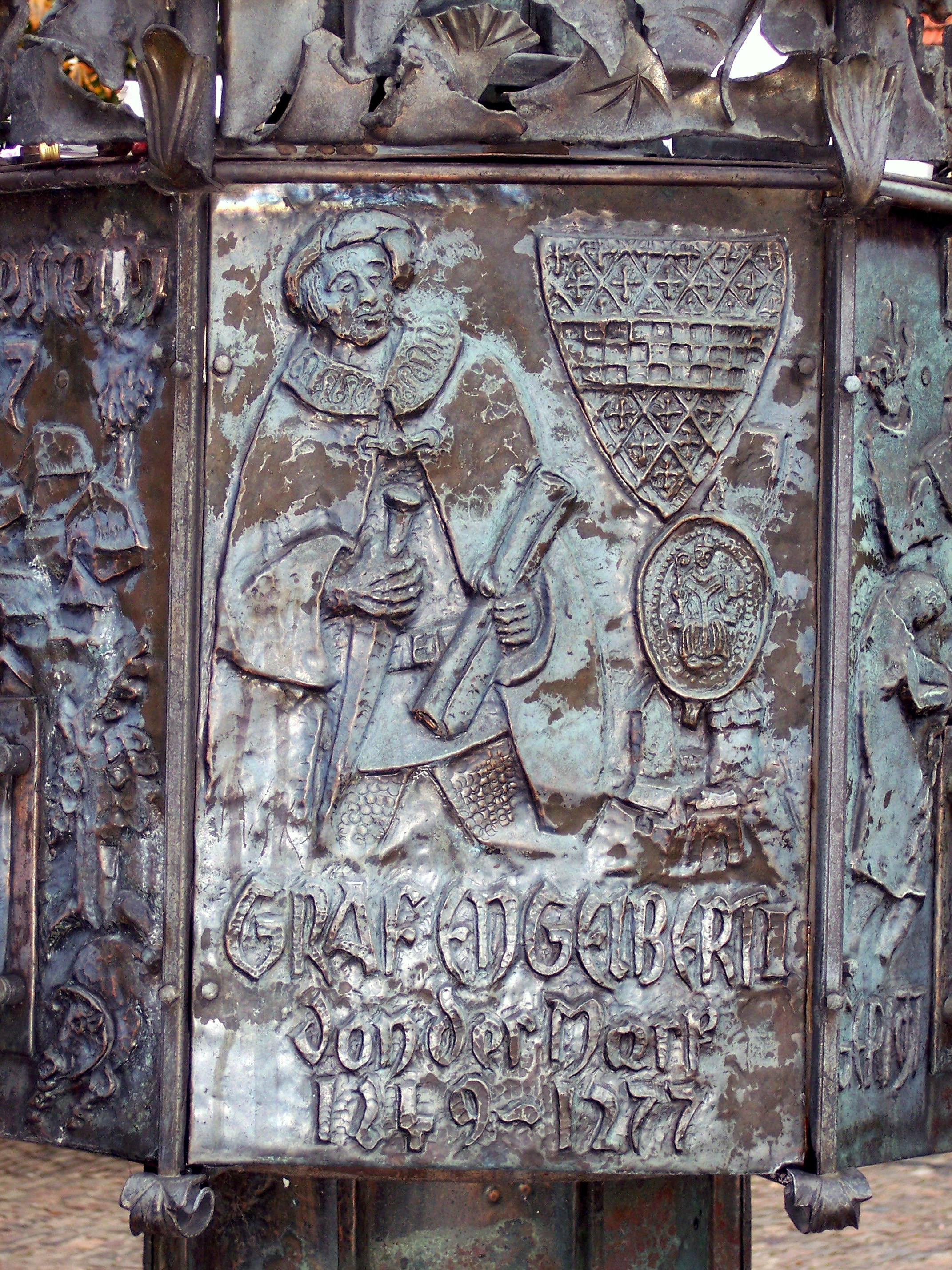
Relief am Brunnen Graf-Engelbert-Platz in Lüdenscheid

Graf Engelbert I. von der Mark († 16. November 1277 auf Burg Bredevoort) war Graf von der Mark.

## Leben
Engelbert war Nachfolger seines Vaters Adolf I. als Graf von der Mark. Da sein Bruder Otto, der bisher Kanoniker in Lüttich gewesen war, nach dem Tod des Vaters in den weltlichen Stand zurücktrat, musste Engelbert diesem einige Burgen wie Altena und Blankenstein sowie das zugehörige Land abtreten. Die drohende Besitzzersplitterung wurde durch den Tod ohne Nachkommen von Otto 1262 verhindert. Danach hat Engelbert wieder die ganze Grafschaft beherrscht.
Engelbert geriet kurze Zeit später mit dem gleichnamigen Erzbischof Engelbert II. von Köln in Fehde. Dabei kam es zu einer Reihe von Gefechten und die Truppen verwüsteten das Territorium des jeweiligen Gegners. 
Im Jahr 1265 schlossen die Gegner Frieden.
Engelbert von der Mark war in erster Ehe mit Kunigunde von Blieskastel, in zweiter Ehe mit Elisabeth von Falkenburg, einer Nichte des Kölner Erzbischofs verheiratet. Dadurch wurde der Frieden zwischen beiden Seiten gesichert.
Konflikte mit Köln gab es erst wieder unter Erzbischof Siegfried von Westerburg. Dieser versuchte, seinen Einfluss am Rhein und in Westfalen auszubauen. Dagegen schlossen 1277 verschiedene Territorialherren unter der Führung vom Simon von Paderborn ein Bündnis. An diesem war auch Engelbert beteiligt.
Engelbert wurde noch im selben Jahr bei einer Reise von Hermann II. von Lohn überfallen und schwer verwundet. Er starb auf dessen Burg Bredevoort. Sein Sohn und Nachfolger Graf Eberhard I. von der Mark († 1308) belagerte und zerstörte die Burg. Er überführte den Leichnam seines Vaters zum Kloster Cappenberg, wo dieser bestattet wurde.